# スー・グリーン
スー・グリーン（Sue Green）ことスーザン・テックス・グリーン（Susan Tex Green、女性、1953年 - ）は、アメリカ合衆国の元女子プロレスラー。テキサス州コーパスクリスティ出身。

## 来歴
14歳でプロレス入りし、15歳の誕生日にデビュー戦。
1971年11月、サンディ・パーカーとのタッグでトニー・ローズ&ドナ・クリスタネーロが持つNWA世界女子タッグ王座に挑戦し獲得。しかし、この王座は現在まで公認されていない。
翌年、マディソン・スクエア・ガーデンのリングを経験。8月のスーパーボウル・オブ・レスリングではリリー・トーマスと組み、女子タッグトーナメント優勝。この頃にはWWFも転戦した。
1975年1月、国際プロレスに初来日。ペギー・パターソンとのタッグで出場した。
翌年1月、キティ・アダムスと来日した。
1990年1月、前年に旗揚げされたばかりのFMWで14年ぶりの来日。スーザン・スターと組み、土屋恵理子&里美和組と対戦。2月には土屋とシングル。
1992年に旗揚げされたPGWAの収録にてジュディ・マーチンとシングル。2月にはLPWAのPPVイベントにも参戦したが、デニス・ストームに敗れる。しかし、初代PGWA王座のベルト奪取に成功。
2008年、PGWAのコミッショナー就任。
2011年、NWA殿堂入り。

## 私生活
2022年のドキュメンタリー『アウト・イン・ザ・リング』で、彼女はレスリング業界でのレズビアンとしての経験について語り、1960年代と1970年代の社会的態度のために性的指向を隠していたと述べた。

## タイトル
- NWA世界女子王座 : 1回
- NWA世界女子タッグ王座
- PGWA王座

## 得意技
- ブルドッグ
- ボストンクラブ
- レッグドロップ